# سکوت خشمناک
سکوت خشمناک (به انگلیسی: The Angry Silence) فیلمی بریتانیایی در ژانر درام به کارگردانی گای گرین محصول سال ۱۹۶۰ است.